# Libnotes (Libnotes) thyestes
Libnotes (Libnotes) thyestes is een tweevleugelige uit de familie steltmuggen (Limoniidae). De soort komt voor in het Oriëntaals gebied.